# Discografia di Keyshia Cole
La discografia di Keyshia Cole, cantante statunitense, comprende sette album in studio, un mixtape e 32 singoli, di cui dieci in collaborazione con altri artisti.

## Album

### Album in studio
| Anno | Titolo | Posizione massima | Certificazioni |
| Anno | Titolo | US                | Certificazioni |
| ---- | --- | ----------------- | -------------- |
| 2008 | The Way It Is - Pubblicato: 21 giugno 2005 - Etichetta: A&M Records, Imani Entertainment - Formati: CD, download digitale, streaming          | 6                 | - USA: Platino |
| 2007 | Just like You - Pubblicato: 25 settembre 2007 - Etichetta: Geffen Records, Imani Entertainment - Formati: CD, download digitale, streaming    | 2                 | - USA: Platino |
| 2008 | A Different Me - Pubblicato: 16 dicembre 2008 - Etichetta: Geffen Records, Interscope Records - Formati: CD, download digitale, streaming     | 2                 | - USA: Platino |
| 2010 | Calling All Hearts - Pubblicato: 21 dicembre 2010 - Etichetta: Geffen Records, Interscope Records - Formati: CD, download digitale, streaming | 9                 |                |
| 2012 | Woman to Woman - Pubblicato: 19 novembre 2012 - Etichetta: Geffen Records, Interscope Records - Formati: CD, download digitale, streaming     | 9                 |                |
| 2014 | Point of No Return - Pubblicato: 7 ottobre 2014 - Etichetta: Geffen Records, Interscope Records - Formati: CD, download digitale, streaming   | 9                 |                |
| 2017 | 11:11 Reset - Pubblicato: 20 ottobre 2017 - Etichetta: Epic Records, Sony Music - Formati: CD, download digitale, streaming                   | 37                |                |

### Mixtape
| Anno | Titolo e dettagli |
| ---- | --- |
| 2005 | Team Invasion Presents Keyshia Cole - Pubblicato: 21 febbraio 2005 - Etichetta: A&M Records - Formati: download digitale |

## Singoli

### Come artista principale
| 2004                                                                                          | Never (feat. Eve)                          | —   | —  | —  | —  | The Way It Is      |
| 2004                                                                                          | I Changed My Mind                          | 71  | —  | —  | 48 | The Way It Is      |
| 2005                                                                                          | (I Just Want It) To Be Over                | 101 | —  | —  | —  | The Way It Is      |
| 2005                                                                                          | I Should Have Cheated                      | 30  | —  | 43 | —  | The Way It Is      |
| 2006                                                                                          | Love                                       | 19  | —  | —  | —  | The Way It Is      |
| 2007                                                                                          | Let It Go (feat. Lil' Kim e Missy Elliott) | 7   | 72 | —  | —  | Just like You      |
| 2007                                                                                          | Shoulda Let You Go (feat. Amina)           | 40  | —  | —  | —  | Just like You      |
| 2008                                                                                          | I Remember                                 | 24  | —  | —  | —  | Just like You      |
| 2008                                                                                          | Heaven Sent                                | 28  | —  | —  | —  | Just like You      |
| 2008                                                                                          | Playa Cardz Right (con 2Pac)               | 63  | —  | —  | —  | A Different Me     |
| 2009                                                                                          | You Complete Me                            | 62  | —  | —  | —  | A Different Me     |
| 2009                                                                                          | Trust (feat. Monica)                       | 70  | —  | —  | —  | A Different Me     |
| 2010                                                                                          | I Ain't Thru (feat. Nicki Minaj)           | 119 | —  | —  | —  | Calling All Hearts |
| 2011                                                                                          | Take Me Away                               | 121 | —  | —  | —  | Calling All Hearts |
| 2012                                                                                          | Enough of No Love (feat. Lil Wayne)        | 84  | —  | —  | —  | Woman to Woman     |
| 2012                                                                                          | Trust and Believe                          | 102 | —  | —  | —  | Woman to Woman     |
| 2013                                                                                          | I Choose You                               | —   | —  | —  | —  | Woman to Woman     |
| 2014                                                                                          | Next Time (Won't Give My Heart Away)       | —   | —  | —  | —  | Point of No Return |
| 2014                                                                                          | Rick James (feat. Juicy J)                 | —   | —  | —  | —  | Point of No Return |
| 2014                                                                                          | She                                        | —   | —  | —  | —  | Point of No Return |
| 2017                                                                                          | You (feat. Remy Ma e French Montana)       | —   | —  | —  | —  | 11:11 Reset        |
| 2017                                                                                          | Incapable                                  | —   | —  | —  | —  | 11:11 Reset        |
| 2021                                                                                          | I Don't Wanna Be in Love                   | —   | —  | —  | —  | N.D.               |
| 2023                                                                                          | Forever Is a Thing                         | —   | —  | —  | —  | N.D.               |
| "—" indica che l'opera non si è classificata o che non è stata pubblicata in quel territorio. |                                            |     |    |    |    |                    |

### Come artista ospite
| 2006                                                                                          | Impossible (Kanye West feat. Keyshia Cole, Twista e BJ the Chicago Kid) | —   | —  | —  | —  | —  | Mission: Impossible III |
| 2006                                                                                          | (When You Gonna) Give It Up to Me (Sean Paul feat. Keyshia Cole)        | 3   | 17 | 26 | 5  | 31 | The Trinity             |
| 2007                                                                                          | Last Night (Diddy feat. Keyshia Cole)                                   | 10  | —  | 25 | 33 | 14 | Press Play              |
| 2007                                                                                          | Dreamin' (Young Jeezy feat. Keyshia Cole)                               | —   | —  | —  | —  | —  | The Inspiration         |
| 2008                                                                                          | I Got a Thang for You (Trina feat. Keyshia Cole)                        | 121 | —  | —  | —  | —  | Still da Baddest        |
| 2008                                                                                          | Boyfriend/Girlfriend (C-Side feat. Keyshia Cole)                        | 72  | —  | —  | —  | —  | Class in Session        |
| 2008                                                                                          | I've Changed (Jaheim feat. Keyshia Cole)                                | —   | —  | —  | —  | —  | The Makings of a Man    |
| 2008                                                                                          | Game's Pain (The Game feat. Keyshia Cole)                               | 75  | —  | —  | —  | —  | L.A.X.                  |
| 2011                                                                                          | Legendary (DJ Khaled feat. Chris Brown, Keyshia Cole e Ne-Yo)           | —   | —  | —  | —  | —  | We the Best Forever     |
| 2019                                                                                          | All Me (Kehlani feat. Keyshia Cole)                                     | —   | —  | —  | —  | —  | N.D.                    |
| "—" indica che l'opera non si è classificata o che non è stata pubblicata in quel territorio. |                                                                         |     |    |    |    |    |                         |